# Comuna Boboșevo, Kiustendil
Boboșevo (în bulgară Бобошево) este o comună în regiunea Kiustendil, Bulgaria, formată din orașul Boboșevo și satele Badino, Blajievo, Dobrovo, Kamenik, Skrino, Slatino, Sopovo, Usoika, Visoka Moghila, Vukovo și Țiklovo. 

## Demografie
Componența etnică a comunei Boboșevo
     Bulgari (97,59%)
     Nicio identificare (2,12%)
     Altele (0,45%)
La recensământul din 2011, populația comunei Boboșevo era de 2.870 locuitori. Din punct de vedere etnic, majoritatea locuitorilor (97,59%) erau bulgari. Pentru 2,12% din locuitori nu este cunoscută apartenența etnică.